# Douglas Car Company
Douglas Car Company Limited war ein britischer Hersteller von Automobilen.

## Unternehmensgeschichte
Skip Pearson und Reg Talbot gründeten 1991 das Unternehmen im Londoner Stadtteil Barking. Sie begannen mit der Produktion von Automobilen und Kits. Der Markenname lautete Douglas. 1998 endete die Produktion. Insgesamt entstanden etwa 15 Exemplare.
Einige Quellen geben eine Verbindung nach Zypern an, nennen aber keine Details.

## Fahrzeuge
Das einzige Modell war der TF, entworfen von Derek Douglas. Dies war die Nachbildung des MG TF. Eine Ausführung hatte das Fahrgestell eines Triumph-Modells. Infrage kamen Triumph Herald, Spitfire und Vitesse. Eine andere Ausführung hatte ein selbst entwickeltes Fahrgestell, bei dem viele Teile vom hinterradgetriebenen Ford Escort verwendet wurden. Die offene Karosserie bestand aus Fiberglas.